# Giat
Giat industries est aussi l'ancien nom de la société KNDS France
Giat est une commune française, située dans le département du Puy-de-Dôme en région Auvergne-Rhône-Alpes.
Situé dans la région des Combrailles, ce petit bourg devient, à l'occasion de ses foires, une ville où se rassemblent en l'espace d'une journée plusieurs milliers de personnes provenant des régions avoisinantes.

## Géographie

### Localisation
Giat est un bourg des Combrailles situé près de la source du Sioulet. La Ramade y forme le vaste étang de la Ramade et la limite avec la Creuse.
Giat est situé à 11 km d'Herment, à 13 km de Crocq, à 20 km de Pontaumur, à 24 km de La Courtine et à 64 km de Clermont-Ferrand.
Giat possède une gare située sur la ligne de Montluçon-Ville à Eygurande-Merlines mais cette ligne a été fermée au trafic voyageurs le 29 février 2008.
Selon une méthode empirique d'approximation géométrique, on situerait ce village à l'intersection des trois diagonales principales de l'Hexagone représentant la métropole.

### Communes limitrophes
Les communes limitrophes sont  Basville, Condat-en-Combraille, Fernoël, Flayat, La Celle, Saint-Merd-la-Breuille, Saint-Étienne-des-Champs, Verneugheol et Voingt.
| Fernoël                       | La Celle | Condat-en-Combraille            |
| Flayat Creuse                 | Giat     | Saint-Étienne-des-Champs Voingt |
| Saint-Merd-la-Breuille Creuse |          | Verneugheol                     |

### Climat
Pour des articles plus généraux, voir Climat d'Auvergne-Rhône-Alpes et Climat du Puy-de-Dôme.
En 2010, le climat de la commune est de type climat des marges montargnardes, selon une étude du Centre national de la recherche scientifique s'appuyant sur une série de données couvrant la période 1971-2000. En 2020, Météo-France publie une typologie des climats de la France métropolitaine dans laquelle la commune est exposée à un climat de montagne ou de marges de montagne et est dans la région climatique  Ouest et nord-ouest du Massif Central, caractérisée par une pluviométrie annuelle de 900 à 1 500 mm, maximale en automne et en hiver. 
Pour la période 1971-2000, la température annuelle moyenne est de 8,9 °C, avec une amplitude thermique annuelle de 15,1 °C. Le cumul annuel moyen de précipitations est de 1 058 mm, avec 12 jours de précipitations en janvier et 8,4 jours en juillet. Pour la période 1991-2020, la température moyenne annuelle observée sur la station météorologique de Météo-France la plus proche, « La Courtine », sur la commune de La Courtine à 20 km à vol d'oiseau, est de 9,3 °C et le cumul annuel moyen de précipitations est de 1 092,6 mm,. Pour l'avenir, les paramètres climatiques de la commune estimés pour 2050 selon différents scénarios d'émission de gaz à effet de serre sont consultables sur un site dédié publié par Météo-France en novembre 2022.

## Urbanisme

### Typologie
Au 1er janvier 2024, Giat est catégorisée commune rurale à habitat dispersé, selon la nouvelle grille communale de densité à sept niveaux définie par l'Insee en 2022.
Elle est située hors unité urbaine et hors attraction des villes,.

### Occupation des sols
L'occupation des sols de la commune, telle qu'elle ressort de la base de données européenne d’occupation biophysique des sols Corine Land Cover (CLC), est marquée par l'importance des territoires agricoles (78,6 % en 2018), une proportion sensiblement équivalente à celle de 1990 (78,3 %). La répartition détaillée en 2018 est la suivante : prairies (45,8 %), zones agricoles hétérogènes (32,7 %), forêts (19,2 %), zones urbanisées (1,9 %), milieux à végétation arbustive et/ou herbacée (0,3 %). L'évolution de l’occupation des sols de la commune et de ses infrastructures peut être observée sur les différentes représentations cartographiques du territoire : la carte de Cassini (XVIIIe siècle), la carte d'état-major (1820-1866) et les cartes ou photos aériennes de l'IGN pour la période actuelle (1950 à aujourd'hui).

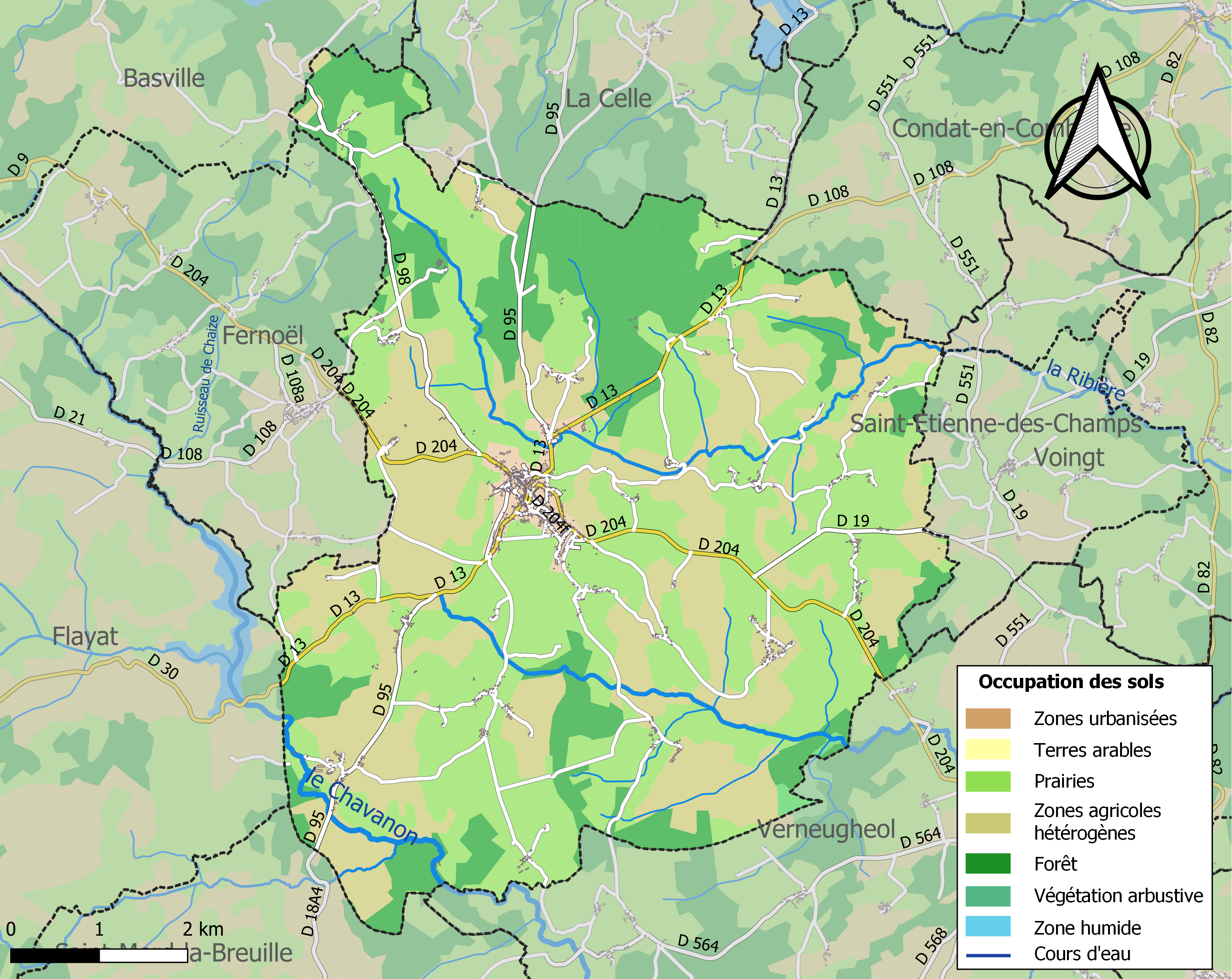
Carte des infrastructures et de l'occupation des sols de la commune en 2018 (CLC).

## Histoire
La naissance de Giat comme lieu reconnu officiellement débute au Moyen-âge, mais les recherches et les fouilles effectuées depuis le XIXe siècle ont permis de remonter à la préhistoire. Les vestiges et ustensiles préhistoriques les plus impressionnants se trouvent en direction de Voingt. La route actuelle suit à peu près le tracé de la voie romaine d’Agrippa qui reliait Lyon à Saintes, donc Clermont à Limoges, et passait par Voingt. La présence d’une cité gallo-romaine à la frontière des Arvernes et des Lemovices a été mise en évidence. Depuis 2009, la Maison archéologique des Combrailles à Voingt permet au visiteur de remonter l’histoire du pays depuis la préhistoire avec une exposition remarquable sur le thème « des voies et des hommes » qui retrace l’évolution du pays sur 5 000 ans.  
Vers l’an mil, le seigneur local fit ériger une motte castrale, avec un château en bois. On peut encore voir cette grande motte féodale de terre et de pierre, haute de plus de dix mètres. Ce fut une des premières fortifications féodales de  la région, auxquelles succédèrent des châteaux forts en pierre (tours de Crocq, tour de Sermur en Creuse). Un des seigneurs de Giat fut intendant auprès du roi. Le territoire communal a été aussi le lieu de petites seigneuries : Noizat, Feydet, Ligny, le Ronzet, la Roche du Ronzet, dont le manoir existe encore. Le marquis de la Roche du Ronzet participa au côté de La Fayette à la guerre d’indépendance des États-Unis d’Amérique. Cette famille s’exila à la Révolution, abandonnant sa terre giatoise, et on en retrouve le nom en Europe, aux Amériques, à l’île Maurice. Un La Roche du Ronzet fut récemment ambassadeur du Guatemala aux États-Unis. La porte d’entrée du cimetière est celle de l’ancienne chapelle du domaine du Ronzet.

## Politique et administration

### Découpage territorial
La commune de Giat est membre de la communauté de communes Chavanon Combrailles et Volcans, un établissement public de coopération intercommunale (EPCI) à fiscalité propre créé le 1er janvier 2017 dont le siège est à Pontaumur. Ce dernier est par ailleurs membre d'autres groupements intercommunaux. Jusqu'en 2016, elle faisait partie de la communauté de communes de Haute Combraille.
Sur le plan administratif, elle est rattachée à l'arrondissement de Riom, à la circonscription administrative de l'État du Puy-de-Dôme et à la région Auvergne-Rhône-Alpes. Avant mars 2015, elle faisait partie du canton de Pontaumur.
Sur le plan électoral, elle dépend du canton de Saint-Ours pour l'élection des conseillers départementaux, depuis le redécoupage cantonal de 2014 entré en vigueur en 2015, et de la deuxième circonscription du Puy-de-Dôme pour les élections législatives, depuis le dernier découpage électoral de 2010 (sixième circonscription avant 2010).

### Élections municipales et communautaires

#### Élections de 2020
Le conseil municipal de Giat, commune de moins de 1 000 habitants, est élu au scrutin majoritaire plurinominal à deux tours avec candidatures isolées ou groupées et possibilité de panachage. Compte tenu de la population communale, le nombre de sièges à pourvoir lors des élections municipales de 2020 est de 15. La totalité des candidats en lice est élue dès le premier tour, le 15 mars 2020, avec un taux de participation de 54,49 %.

#### Chronologie des maires
| Période                                  | Période                    | Identité                 | Étiquette | Qualité             |
| ---------------------------------------- | -------------------------- | ------------------------ | --------- | ------------------- |
| Les données manquantes sont à compléter. |                            |                          |           |                     |
| mars 1989 (-1986)                        | mars 2001                  | Jean-Paul Bouchaud       |           |                     |
| mars 2001                                | avril 2009                 | Denise Le Cossec         |           |                     |
| juin 2009                                | En cours (au 29 août 2021) | Didier Sénégas-Rouvière, |           | Enseignant retraité |

## Population et société

### Démographie
L'évolution du nombre d'habitants est connue à travers les recensements de la population effectués dans la commune depuis 1793. Pour les communes de moins de 10 000 habitants, une enquête de recensement portant sur toute la population est réalisée tous les cinq ans, les populations de référence des années intermédiaires étant quant à elles estimées par interpolation ou extrapolation. Pour la commune, le premier recensement exhaustif entrant dans le cadre du nouveau dispositif a été réalisé en 2004.

En 2022, la commune comptait 791 habitants, en évolution de −4,24 % par rapport à 2016 (Puy-de-Dôme : +2,1 %, France hors Mayotte : +2,11 %).
| 1793  | 1800  | 1806  | 1821  | 1831  | 1836  | 1841  | 1846  | 1851  |
| ----- | ----- | ----- | ----- | ----- | ----- | ----- | ----- | ----- |
| 1 909 | 1 570 | 1 570 | 1 977 | 2 309 | 2 211 | 2 154 | 2 192 | 2 150 |

| 1856  | 1861  | 1866  | 1872  | 1876  | 1881  | 1886  | 1891  | 1896  |
| ----- | ----- | ----- | ----- | ----- | ----- | ----- | ----- | ----- |
| 2 118 | 1 843 | 1 909 | 1 852 | 1 898 | 1 976 | 2 057 | 2 015 | 2 092 |

| 1901  | 1906  | 1911  | 1921  | 1926  | 1931  | 1936  | 1946  | 1954  |
| ----- | ----- | ----- | ----- | ----- | ----- | ----- | ----- | ----- |
| 2 102 | 2 177 | 2 078 | 1 957 | 1 870 | 1 834 | 1 725 | 1 709 | 1 637 |

| 1962  | 1968  | 1975  | 1982  | 1990  | 1999 | 2004 | 2006 | 2009 |
| ----- | ----- | ----- | ----- | ----- | ---- | ---- | ---- | ---- |
| 1 521 | 1 516 | 1 374 | 1 152 | 1 049 | 958  | 932  | 918  | 891  |

| 2014 | 2019 | 2022 | - | - | - | - | - | - |
| ---- | ---- | ---- | - | - | - | - | - | - |
| 836  | 797  | 791  | - | - | - | - | - | - |

### Les foires à Giat
Giat est réputé pour ses 22 foires par an. La première date de 1359.
Ces 22 foires se déroulent selon des dates fixes qui ne changent jamais d'année en année. Les foires tombant un dimanche sont avancées au samedi précédent.
| date traditionnelle | Qualification courante ou foire spéciale |
| ------------------- | ---------------------------------------- |
| 7 janvier           | « Foire des rois »                       |
| 29 janvier          |                                          |
| 16 février          |                                          |
| 12 mars             |                                          |
| 30 mars             |                                          |
| 15 avril            | « Foire de printemps »                   |
| 29 avril            | marché à l'occasion                      |
| 12 mai              | foire des jardins potagers et d'ornement |
| 25 mai              | foire des jardins potagers et d'ornement |
| 8 juin              |                                          |
| 30 juin             |                                          |
| 11 juillet          |                                          |
| 26 juillet          |                                          |
| 9 août              | foire brocante sur la journée            |
| 20 août             |                                          |
| 16 septembre        |                                          |
| 2 octobre           |                                          |
| 26 octobre          | « Foire aux chrysanthèmes »              |
| 15 novembre         | foire au matériel agricole               |
| 29 novembre         |                                          |
| 13 décembre         |                                          |
| 22 décembre         | « Foire de Noël »                        |

## Culture locale et patrimoine

### Lieux et monuments
- L'église Saint-Barthélemy de Giat. Reconstruite en 1875, elle conserve des éléments romans du XIIe siècle. Chemin de croix en lave émaillée de Louis Dussour.
- Une motte castrale est très bien conservée près de l'église. Datant de l'époque 1100-1200, cette motte, nommée populairement la Butte fut construite avec des outils rudimentaires. En effet, à cette époque, l'acier était réservé aux lances et aux flèches.

Cette motte féodale est une des mieux conservées des Combrailles, voire de l'Auvergne : en son sommet était construit un château en bois, moyen de défense, avec fossés qui en faisaient le tour, des salles, des caves et des souterrains servant de communication avec d'autres châteaux. La motte mesure à sa base une soixantaine de mètres et 25 à 30 mètres à son sommet, et est haute d'environ 12 mètres. Elle est entourée d'un fossé et on mentionne autour d'elle plusieurs souterrains sans description depuis le début du XXe siècle. En 1783, M. de la Salleen aurait mené des fouilles.
- Étang de la Ramade : baignade, sports nautiques, pêche.

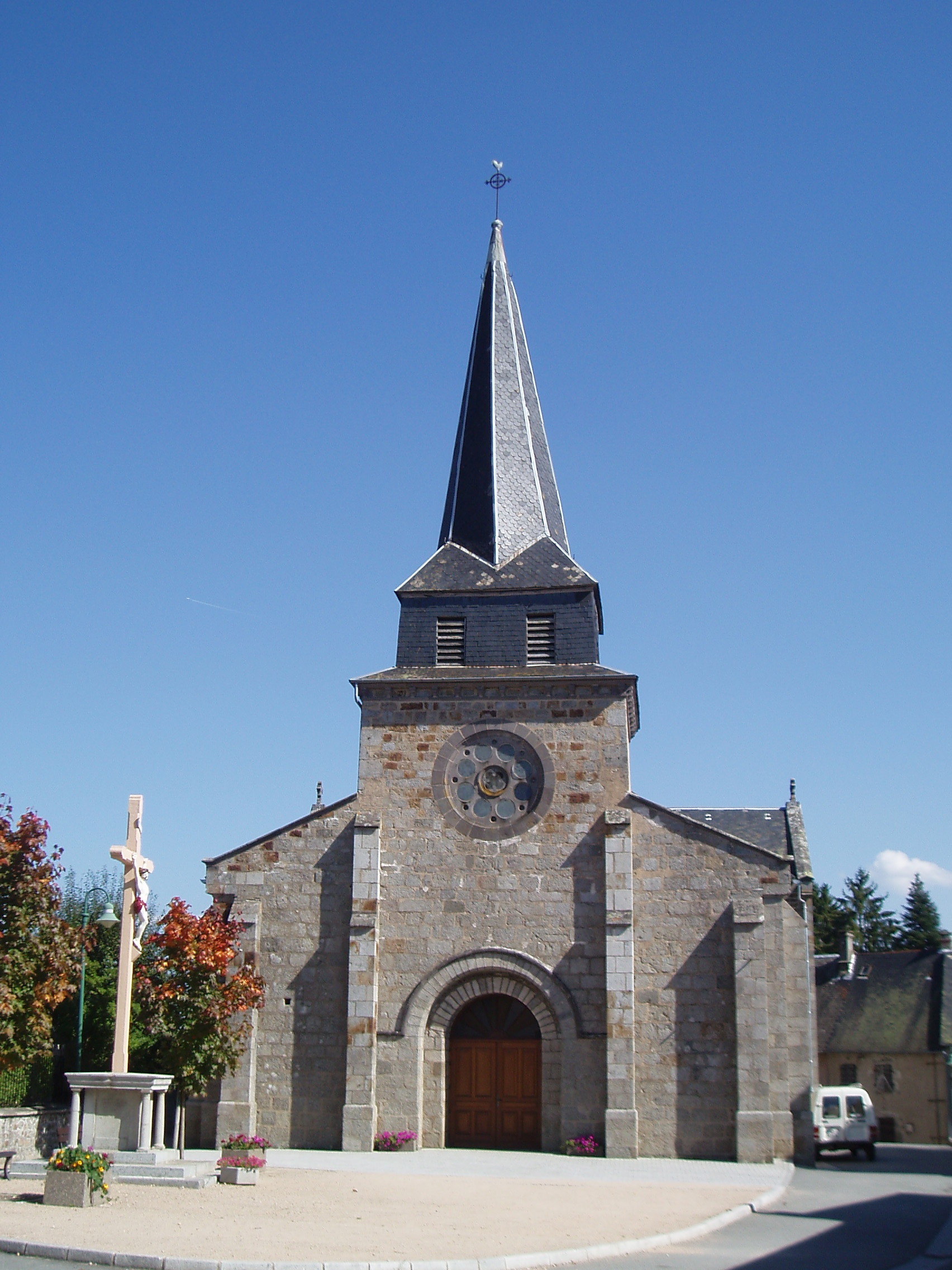
Église Saint-Barthélemy de Giat.
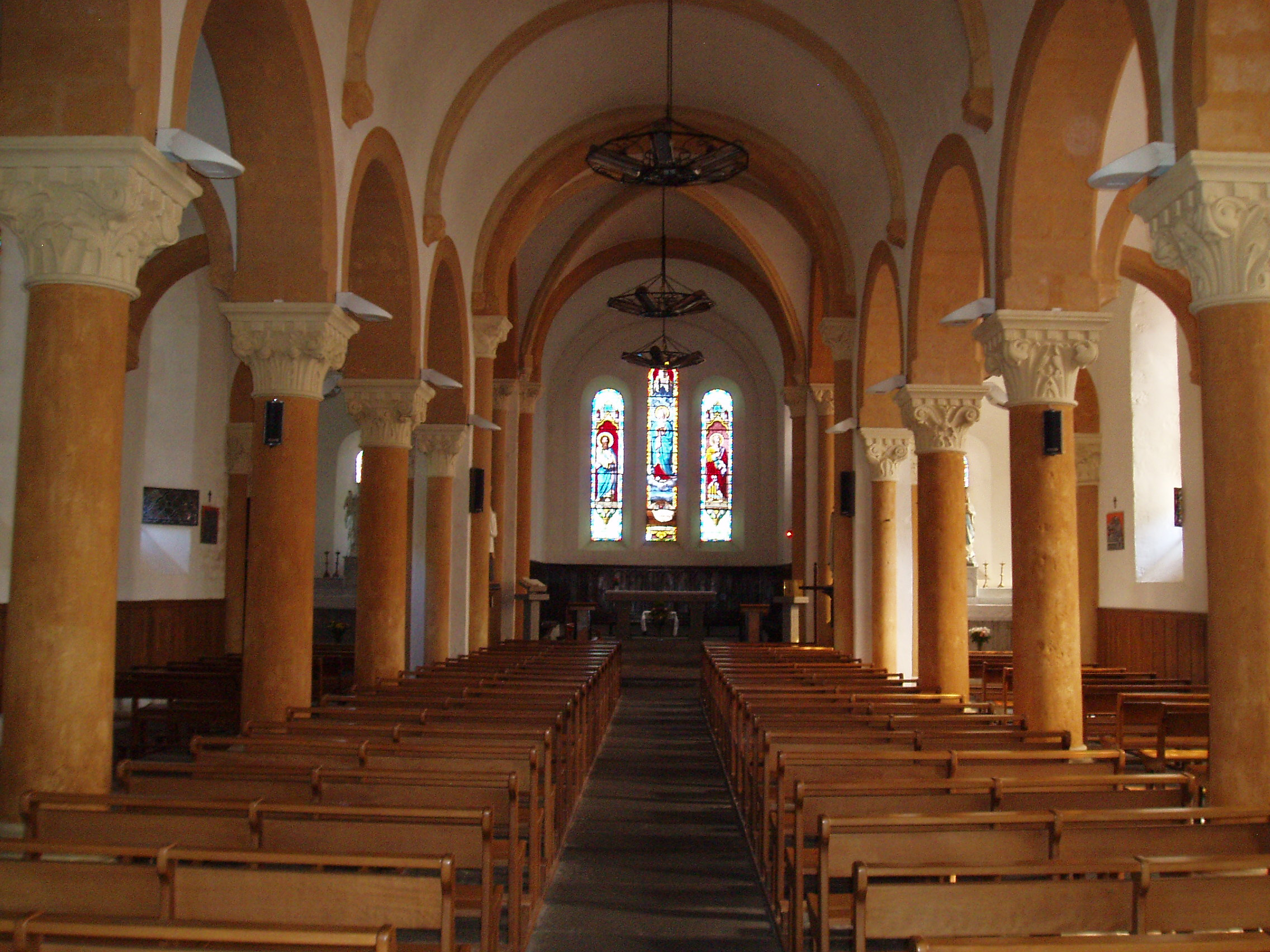
Nef de l'église Saint-Barthélemy de Giat.
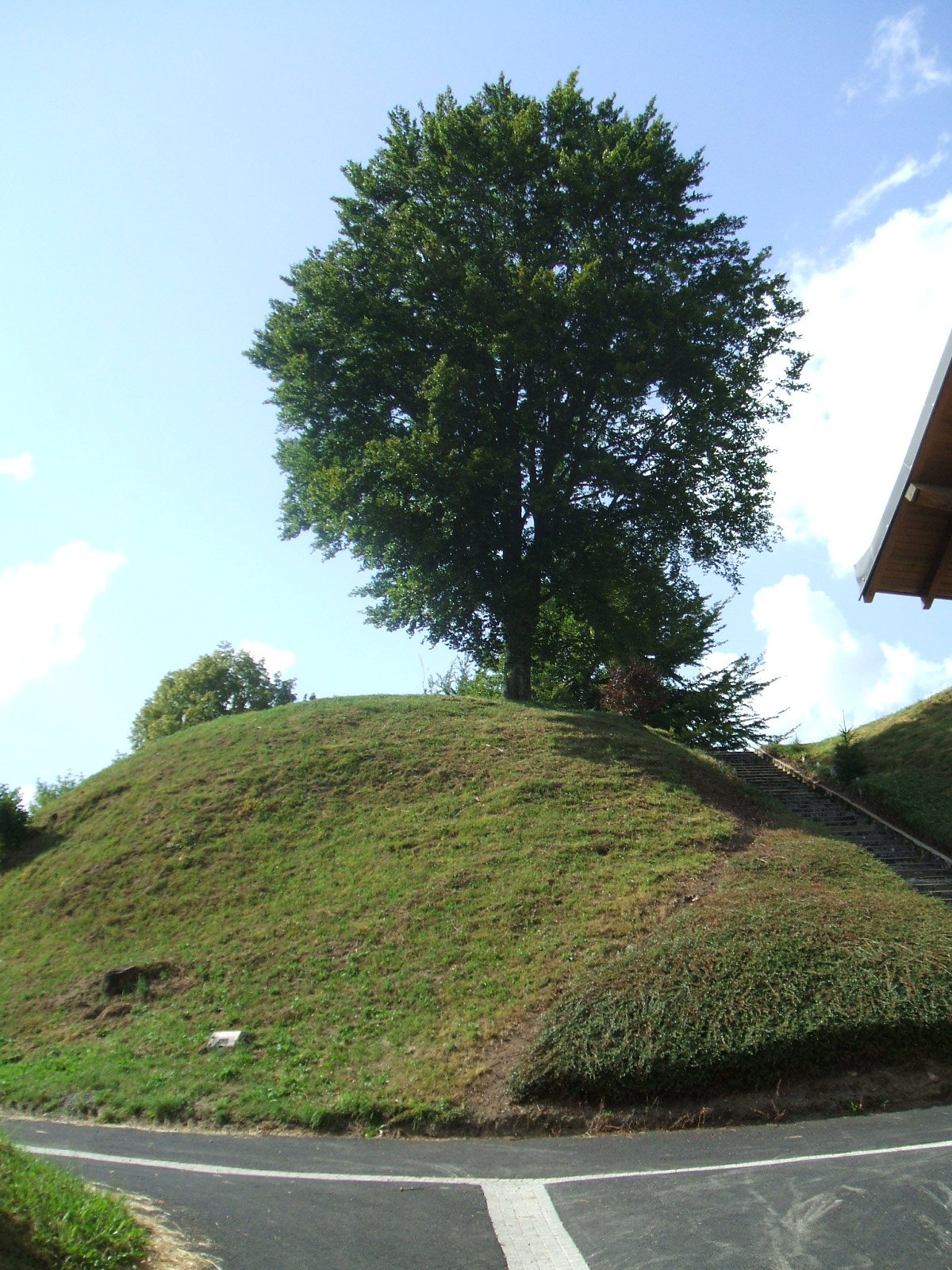
Versant est de la motte castrale.

### Langue régionale
La langue régionale de Giat est l'occitan (parler nord-occitan). Situé au carrefour de plusieurs régions les parlers et dialectes s'y retrouvaient autrefois lors des foires.

### Personnalités liées à la commune
Le cycliste Henri Brunet est né à Giat le 1er novembre 1948. Il fut le premier champion de France de VTT (Vélo Tout Terrain) de l'histoire de cette discipline, en 1987.